# Вагапов, Арби Джамалайлович
Арби Джамалайлович Вагапов (чечен. Вагапгӏеран Джамалайлан ВоӀ Ӏарби; 28 января 1951 года, Аягоз, Восточно-Казахстанская область, КазССР, СССР) — чеченский учёный-лингвист, кандидат филологических наук, заведующий кафедрой практикума чеченского языка Чеченского государственного университета.

## Биография
Родился 28 января 1951 года в городе Аягуз Семипалатинской области Казахстана, куда семья Вагаповых была депортирована в 1944 году. Выходец из тайпа Гендарганой.
После возвращения из Казахстана в Чечено-Ингушетию, в 1961 году окончил с отличием среднюю школу № 1 города Урус-Мартан. Затем поступил в Ростовский государственный университет на физико-математический факультет, который также окончил с отличием.
В 1979 году занимал должность инженера, участвовал в студийных разработках Грозненского радиотехнического завода и оказался там первым и единственным чеченцем. Позже, окончив филологический факультет ЧИГУ по специальности чеченский язык и литература, получил второе высшее образование.
Является ведущим ученым-лингвистом Чеченской Республики, автором многих научных трудов и нескольких уникальных чеченских словарей, в числе которых единственный в своем роде «чечено-английский» словарь, изданный в 2004 году в Нью-Йорке и Лондоне. В 2005 году защитил кандидатскую диссертацию на тему «Славяно-Нахские лексические параллели», являющейся единственной за всю историю ЧГУ работой этого направления.

## Публикации
Квалификационные работы
- Вагапов А. Д. Нахско-славянские лексические изоглоссы : диссертация … кандидата филологических наук : 10.02.02. — Грозный, 2005. — 245 с.

Статьи
- Вагапов А. Лексика цветообозначения в нахских языках. // Материалы Всероссийской научной конференции «Интеграция науки образования и производства — решающий фактор возрождения экономики и социальной сферы в посткризисный период». — Грозный, 2003. — С. 452—459.
- Вагапов А. Д. Краткий этимологический словарь чеченского языка. Буквы А—Аь // Вайнах, 2003. — № 11. — Грозный, 2003.
- Вагапов А. Д. Учебный этимологический словарь чеченского языка. Буквы А—Д. // Вестник Чеченского института повышения квалификации работников образования «Геланча», 2004. — № 1—3 (5—7). — Грозный, 2004. — С. 161—192
  - Вагапов А. Д. Учебный этимологический словарь чеченского языка. Буквы Ж—КЪ. // Вестник Чеченского института повышения квалификации работников образования «Геланча», 2005. — № 2 (9). — Грозный, 2005. — С. 161—192
  - Вагапов А. Этимологический словарь чеченского языка (Продолжение). КӀ. // Lingua-universum, 2008. — № 3. — Назрань: «Пилигрим», 2008. — С. 63—69. — ISSN 1819-3110
  - Вагапов А. Этимологический словарь чеченского языка (Продолжение). Л—М. // Lingua-universum, 2008. — № 4. — Назрань: «Пилигрим», 2008. — С. 30—58. — ISSN 1819-3110
  - Вагапов А. Этимологический словарь чеченского языка (Продолжение). Н—Р. // Lingua-universum, 2008. — № 5. — Назрань: «Пилигрим», 2008. — С. 68—83. — ISSN 1819-3110
  - Вагапов А. Этимологический словарь чеченского языка (Продолжение). С—Р. // Lingua-universum, 2008. — № 6 (ноябрь-декабрь). — Назрань: «Пилигрим», 2008. — С. 22—46. — ISSN 1819-3110
  - Вагапов А. Этимологический словарь чеченского языка /продолжение/. ТӀ—Хь. // Lingua-universum, 2009. — № 2 (март-апрель). — Назрань: «Пилигрим», 2009. — С. 47—72. — ISSN 1819-3110
  - Вагапов А. Этимологический словарь чеченского языка /продолжение/. XI—I. // Lingua-universum, 2009. — № 3 (май-июнь). — Назрань: «Пилигрим», 2009. — С. 18—53. — ISSN 1819-3110
- Вагапов А. Д. Происхождение названий металлов и веществ в чеченском языке (часть 1). // Вайнах, 2010, июнь. — № 6.
- Вагапов А. Д. К происхождению этнонимов алан и асс. // Аланы и асы в этнической истории регионов Евразии / Материалы Всероссийской научной конференции с международным участием. — Карачаевск: КЧГУ, 2010. — С. 76-81. — 324 с. — ISBN 978-5-8307-0201-0

Монографии
- Славяно-нахские лексические параллели. — Грозный, 1994. — 192 с.
- Оьрсийн-нохчийн физикин терминийн дошам. / Вагапов А. Д., Дадашев Р. Х. — Соьлжа-гӀала, 1999. — 82 с.
- Chechen-English and English-Chechen dictionary = Noxchiin-ingals, ingals-noxchiin deshnizhaina = Нохчий-ингалс, ингалс-нохчий дешнижайна / Johanna Nichols a. Arbi Vagapov; technical director: Ronald L. Sprouse. — London ; New York : RoutledgeCurzon, 2004. — 692 с. — ISBN 0-415-31594-8
- Словарь народных географических терминов чеченского языка. / А. Д. Вагапов, А. А. Абумуслимов ; Акад. наук Чеченской Респ., Комплексный науч.-исслед. ин-т РАН. — Назрань : Пилигрим, 2008. — 87 с. — ISBN 978-5-98993-067-8
- Этимологический словарь чеченского языка. / сост. А. Д. Вагапов, науч. ред. М. Р. Овхадов, реценз. И. Ю. Алироев, Х. Б. Навразова; Чеченский государственный университет; Изд. при фин. поддержке «Фонда Кавказа» (Грузия). — Тбилиси : «Меридиани», 2011. — 734 с. — ISBN 978-9941-10-439-8.
- От прошлого к настоящему: очерки по чеченской этимологии. / А. Д. Вагапов, Х. Б. Навразова ; Федеральное государственное бюджетное образовательное учреждение высшего образования Чеченский государственный педагогический университет. — Назрань : КЕП, 2017. — 567 с. — ISBN 978-5-4482-0020-5
- Словарь строительных терминов чеченского языка. / Вагапов А. Д., Батаев Д. К.-С., Мажиев Х. Н. ; Комплексный научно-исследовательский институт им. Х. И. Ибрагимова Российской академии наук [и др.]. — Грозный : Бисултанова П. Ш., 2018. — 104 с. — ISBN 978-5-604-11220-5